# Marne, Ohio
Marne är en ort i Licking County i delstaten Ohio, USA.